# Austin Romine
Austin Allen Romine (né le 22 novembre 1988 à Lake Forest, Californie, États-Unis) est un receveur des Ligues majeures de baseball.
Il est le fils de Kevin Romine, un ancien joueur des Red Sox de Boston, et le frère cadet d'Andrew Romine, qui a fait ses débuts dans les Ligues majeures avec les Angels en 2010.

## Carrière

### Ligues mineures
Austin Romine est un choix de deuxième ronde des Yankees de New York en 2007. En 2009, il s'aligne avec les Yankees de Tampa, un club-école de la franchise new-yorkaise, et est nommé meilleur joueur de l'année dans la Florida State League. Avant la saison 2010, Baseball America le considère deuxième meilleur joueur d'avenir de l'organisation des Yankees après un autre receveur, Jesus Montero.

### Yankees de New York
Romine fait ses débuts dans le baseball majeur le 11 septembre 2011 avec les Yankees de New York.  Il réussit son premier coup sûr dans les grandes ligues le 12 septembre contre le lanceur des Mariners de Seattle, Dan Cortes.
En 2012, il est toute l'année aligné avec les RailRiders de Scranton/Wilkes-Barre, club-école AAA des Yankees. Il revient avec le club new-yorkais en 2013 et dispute 60 matchs au total, et 59 comme receveur comme remplaçant de son coéquipier Chris Stewart. Romine frappe son premier circuit dans les majeure le 4 août 2013 aux dépens du lanceur Dale Thayer des Padres de San Diego.
Il ne joue que 7 rencontres des Yankees en 2014 et joue principalement pour le club-école de Scranton.